# Ципердюк Роман Іванович
Роман Іванович Ципердюк (пізніше змінив прізвище на Пилипчук, нар. 2 серпня 1974) — український футболіст, що грав на позиції захисника. Відомий за виступами в низці українських команд першої ліги, загалом зіграв у першій українській лізі майже 100 матчів.

## Клубна кар'єра
Роман Ципердюк розпочав виступи на футбольних полях у 1994 році в складі аматорської команди «Хімік» з Калуша, яка в сезоні 1995—1996 року розпочала виступи в другій лізі під назвою «Калуш». У сезоні 1996—1997 років футболіст грав у фарм-клубі команди вищої української ліги «Прикарпаття» з Івано-Франківська «Тисмениця» в другій лізі, а наступний сезон провів у команді першої ліги «Полісся» з Житомира, втім зіграв у її складі лише 2 матчі. На початку 1999 року Ципердюк грав у складі команди першої ліги «Десна» з Чернігова, в якій зіграв 12 матчів чемпіонату. У середині 1999 року футболіст повернувся до складу «Прикарпаття», проте в основному складі лише сидів у запасі, граючи лише у фарм-клубах вищолігової команди «Калуш» і «Прикарпаття-2». У 2000 році Роман Ципердюк перейшов до складу команди другої ліги «Красилів», яка за підсумками сезону 2001—2002 років здобула путівку до першої ліги. На початку сезону 2002—2003 років Ципердюк грав у складі «Красилова» в першій лізі, а на початку 2003 року грав у складі аматорських клубів «Авіаносець» (Чортків) і «Лужани». На початку сезону 2003—2004 років футболіст перейшов до складу команди другої ліги «Енергетик» з Бурштина, у складі якої за підсумками сезону 2004—2005 років здобув путівку до першої ліги. У складі бурштинської команди Ципердюк грав до середини 2007 року, зіграв у складі команди понад 100 матчів у чемпіонаті, після чого він перейшов до аматорської команди «Збруч» з Волочиська, а в другій половині 2008 року перейшов до складу іншої аматорської команди «Карпати» (Яремче), у складі якої в 2009 році став володарем кубка України серед аматорських команд. У складі яремчанської команди футболіст грав до 2011 року, після чого Ципердюк до 2019 року грав у низці аматорських команд Івано-Франківської області, після чого зосередився на виступах у змаганнях ветеранів.

## Особисте життя
Братом Роман Ципердюка є Іван Ципердюк, який грав у низці українських команд першої та другої ліг.